# الوئك (ياتري)
الوئك (بالفارسية: الوئک) هي منطقة سكنية تقع في إيران في قسم یاتري الريفي (مقاطعة آرادان). يقدر عدد سكانها بـ 6 نسمة .